# (5983) Praxiteles
(5983) Praxiteles (2285 T-2) – planetoida z pasa głównego asteroid okrążająca Słońce w ciągu 4,69 lat w średniej odległości 2,8 j.a. Odkryta 29 września 1973 roku.